# Siarhiej Linh
Siarhiej Linh, biał. Сяргей Лінг (ur. 7 maja 1937 w Mińsku) – białoruski polityk, premier w latach 1996–1997, agronom. W latach 1972–1982 pełnił funkcję kierownika gospodarczego oddziału regionalnego komitetu partii KPZR w Mińsku. W 1982 roku został wiceprzewodniczącym, a następnie przewodniczącym rady w Mińsku. Po upadku ZSRR został liderem Komunistycznej Partii Białorusi. W 1994 roku po dojściu do władzy Alaksandra Łukaszenki został zastępcą premiera Michaiła Czyhira. Po jego zdymisjonowaniu objął urząd premiera. Funkcję tę sprawował do 2000 roku gdy został zastąpiony przez Uładzimira Jarmoszyna. Odznaczony Orderem Rewolucji Październikowej i Orderem Czerwonego Sztandaru Pracy.